# Velem
Velem (deutsch St. Veit) ist eine ungarische Gemeinde im Kreis Kőszeg im Komitat Vas. Sie liegt nahe der österreichischen Grenze, 6 km südwestlich von Kőszeg (Güns) entfernt, an den Hängen des Günser Gebirges. Velem liegt im Gebiet des Naturparks Geschriebenstein-Írottkő.

## Geschichte
An der Heiligenbrunn–Quelle fanden Archäologen 2000 Jahre alte römische Wasserleitungen, die das Wasser nach Savaria, dem heutigen Szombathely, leiteten. In der Villa Stirling bewahrte die fliehende Szálasi-Regierung die Stephanskrone zwischen 29. Dezember 1944 und 19. März 1945 auf.

## Sehenswürdigkeiten
- St. Vid-Kapelle auf dem St. Veit–Berg (ungarisch Szent Vid-kápolna)
- Die immer noch funktionierende Mühle, benannt nach der früheren Müllersfamilie Schulte, wurde schon im Jahre 1568 urkundlich erwähnt. 1913 wurde sie abgebaut und im Folgejahr wieder aufgebaut. Jetzt steht sie unter Denkmalschutz und beheimatet ein Museum.
- Kastanienwald mit über 200 Jahre alten Kastanienbäumen

## Sonstiges
- Jährlich am 15. Juni Gedenkfeier der Choleraepidemie im Jahre 1849
- Kirchtag der St. Veit–Kirche
- Fest „Frühlingsbegrüßung“
- Kastanienfest
- Weinlese
- Tag der Vögel und Bäume

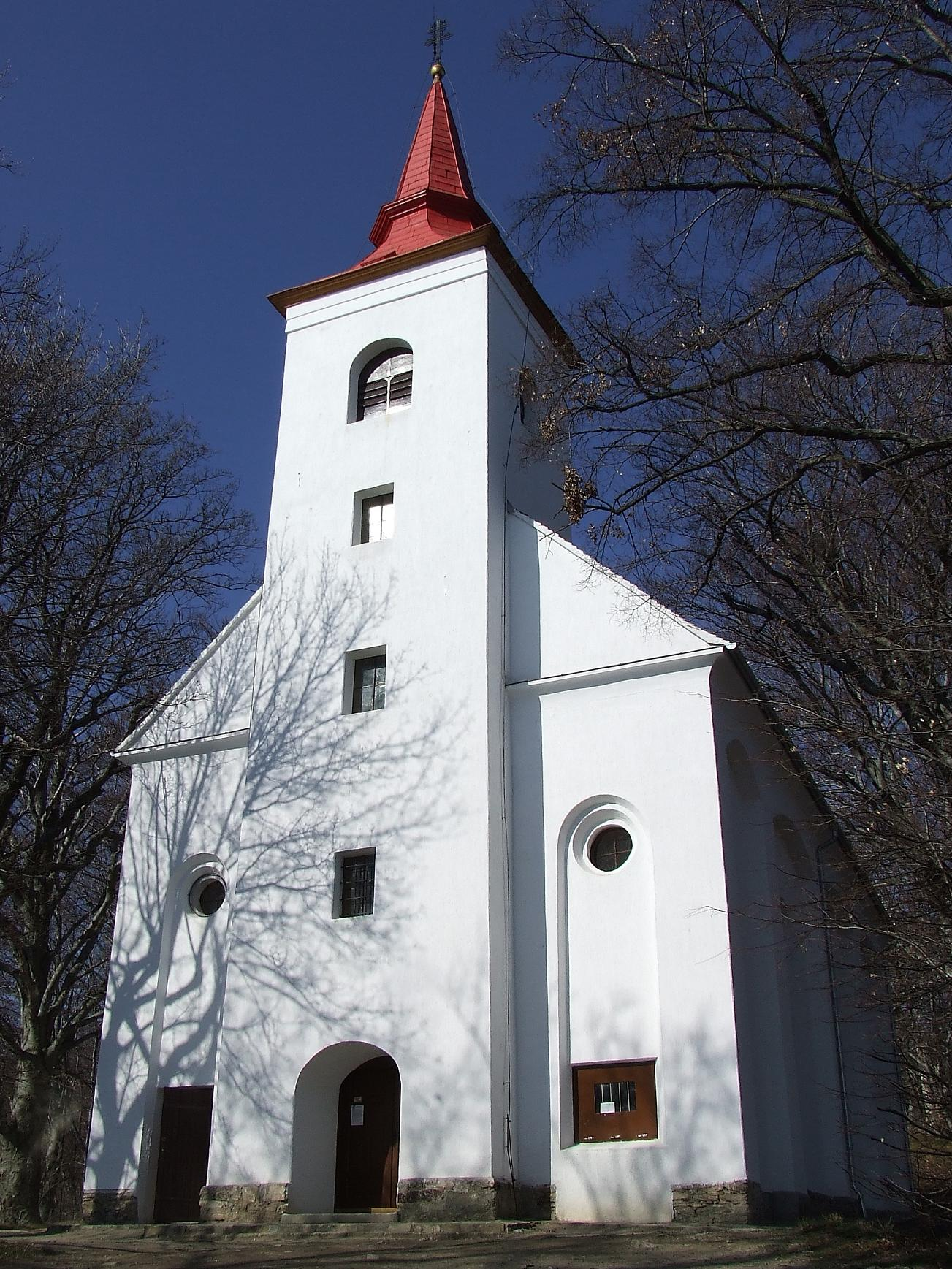
St. Veit-Kapelle
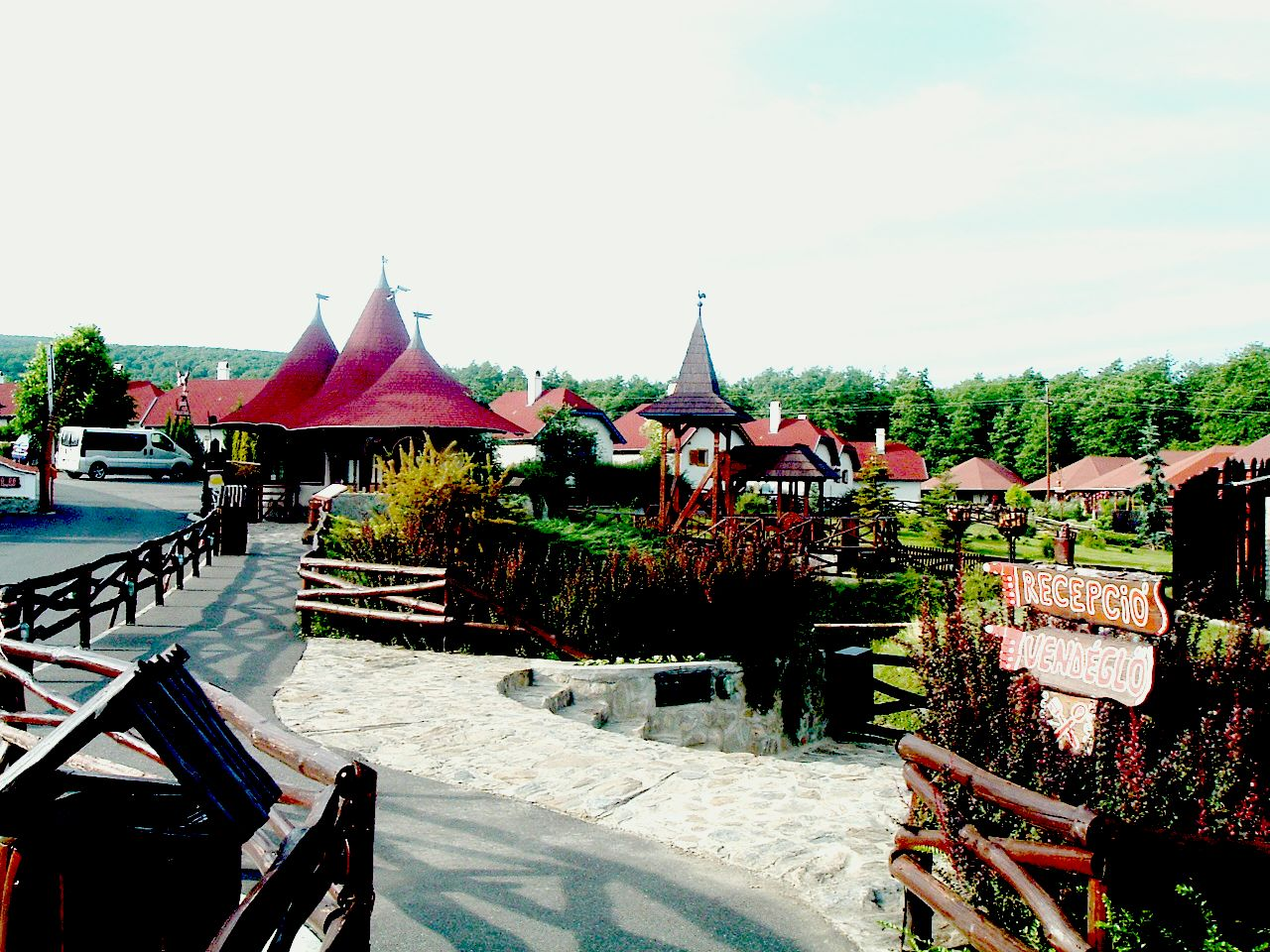
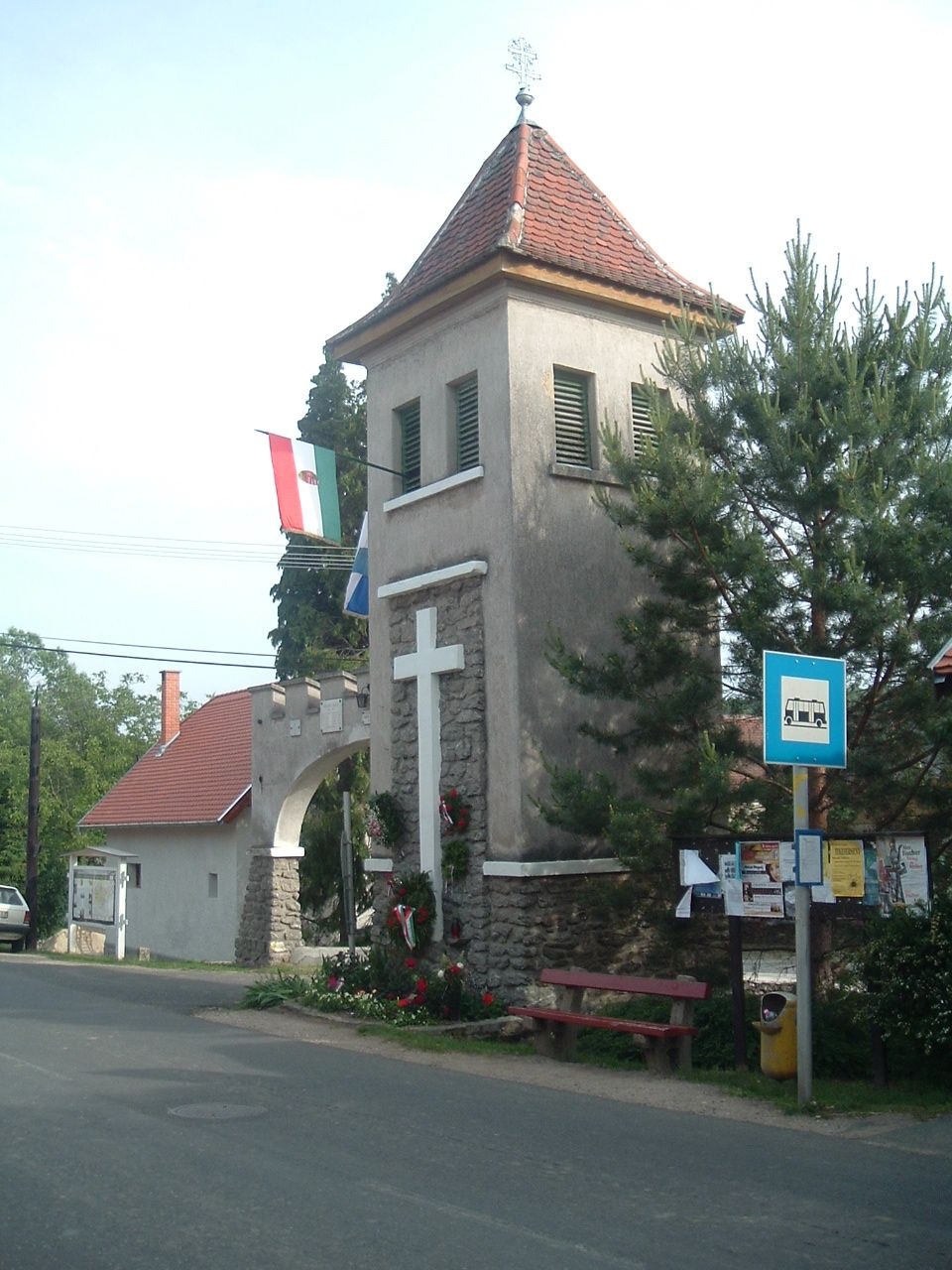
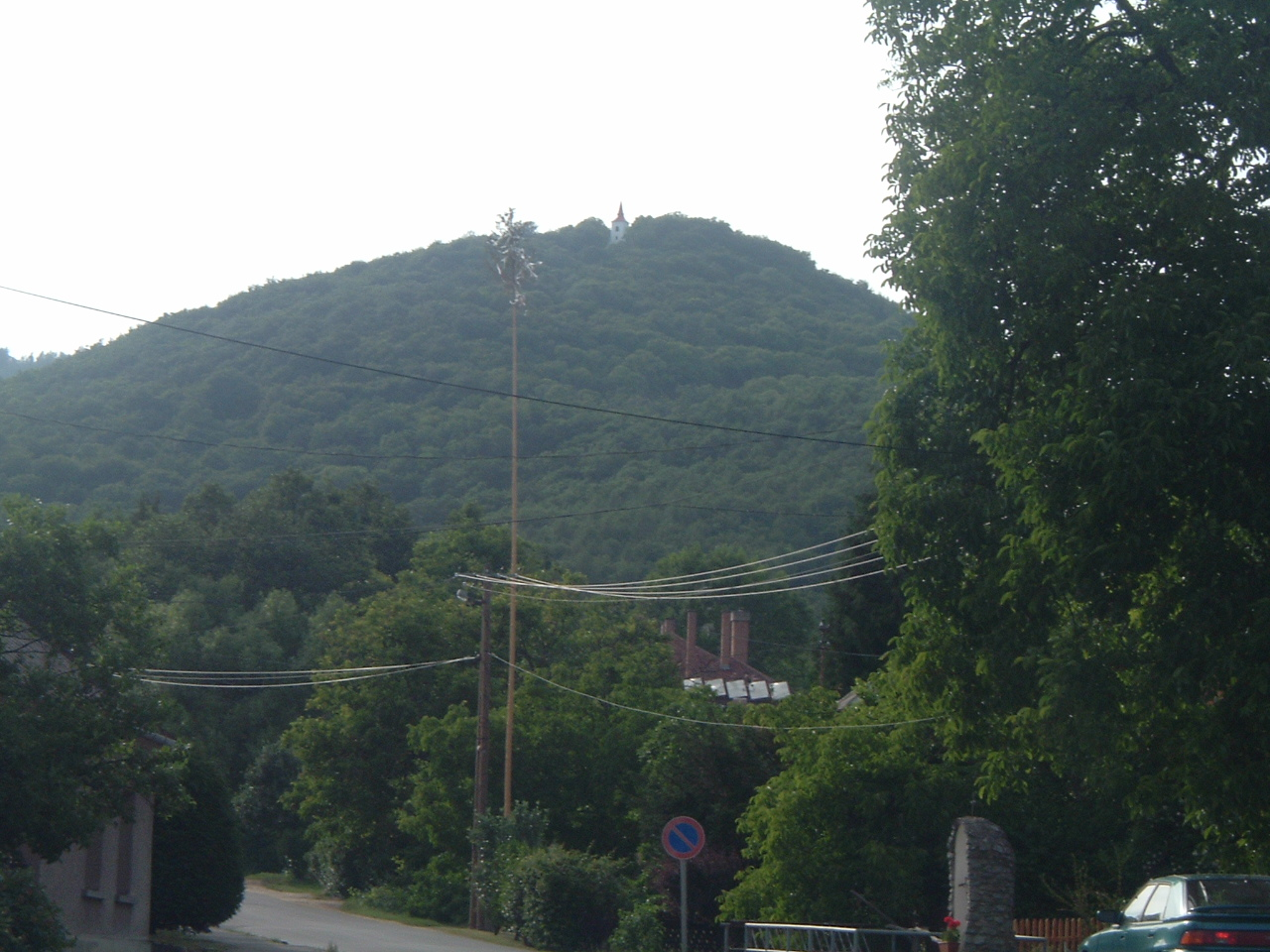
St. Veit–Kirche auf dem gleichnamigen Berg